# 李幸長
李幸長（1952年10月23日—），台灣臺南人，國立臺灣師範大學歷史學學士，現居於新北市永和區，無黨籍政治人物，曾任計程車司機、建材行負責人、設計公司負責人、工地主任、臺北縣板橋市新埔國民小學教師、無殼蝸牛運動發起人、中華民國立法委員候選人、四海遊龍鍋貼專賣店董事長、明月聯盟創始人。

## 簡歷
1992年，李幸長參加立法委員選舉，僅獲得9,910票而落選，因參選而背負債務新台幣70多萬元，決定白天在學校教書、晚上在臺北縣中和市黃昏市場擺路邊攤賣鍋貼，同時宣示退出無殼蝸牛運動。1993年，李幸長創辦四海遊龍鍋貼專賣店，之後致力於從商。
2010年，四海遊龍爆發股權糾紛，李幸長被趕出董事會。2014年，李幸長發表新書《訓練自己不要太仁慈》，揭露他與共同創辦人陳武貂之間的糾紛。
2011年8月21日，李幸長宣布參選2012年中華民國總統選舉，副手為台灣主義黨副主席吳武明。2011年9月16日，李幸長與吳武明向中華民國中央選舉委員會申請為總統副總統被連署人，但未達到足夠的連署人數而失去參選資格。
2012年2月23日，李幸長創立明月聯盟。2018年7月19日，明月聯盟解散。
2015年3月22日，李幸長宣布於新北市第九選舉區參選2016年立法委員選舉；11月11日，李幸長與台灣團結聯盟現任立法委員周倪安整合民調，李幸長勝出；選舉結果，李幸長落選。

## 社會運動

### 無殼蝸牛運動
1989年5月初，時任臺北縣板橋市新埔國民小學教師的李幸長與該校同事及一些朋友發起組織「無住屋者救援會」，原定只是想趁著暑假期間以自助助人的心情引起社會各階層及政府相關單位的關注，卻引起民眾廣大的迴響，成為台灣第一個以都市改革為取向的集體行動組織。
透過臺灣媒體的小幅報導，1989年6月中旬以後，開始有一批具都市計畫專業能力的學生、臺北縣永和市市民、及在臺北市石牌任教的國民小學教師加入。1989年6月底，無住屋者救援會改組為「無住屋者團結組織」，確立運動目標為團結民眾打擊房價、打擊房租，並且積極進行「萬人夜宿忠孝東路」造勢行動號召群眾夜宿台北市忠孝東路。
1989年8月26日，無住屋者團結組織號召上萬人在台北市忠孝東路夜宿，以抗議受到財團炒作而狂飆的房地產價格。1989年9月26日，無住屋者團結組織於台北市仁愛路國泰人壽總部進行三天夜宿露營活動，以抗議壽險業者炒作房地產。

### 巢運
1989年8月26日無殼蝸牛運動，近5萬人夜宿忠孝東路抗議高房價，政府當時承諾要解決，25年來居住問題劣化卻更嚴重，台灣淪為「炒房樂園」。為抗議高房價，公民團體決定繼承當初的理念，重新啟動新世代「巢運」，發言人彭揚凱表示，已有65個關心居住問題的公民團體，在無殼蝸牛運動25週年的今天共同發起「巢運」，號召民眾在10月4號一起上街，夜宿台北市仁愛路，繼承「無殼蝸牛運動」。
共同發起「巢運」的都市改革組織秘書長彭揚凱指出，當年無殼蝸牛運動過後，政府曾口頭承諾會改革，但現雙北房價所得比已經高居世界第1及世界第3，可是財團及投機者卻說一坪250萬不貴，住宅議題原地打轉25年，令人失望。
當年無殼蝸牛社會運動發起人李幸長則說，過去台灣年輕人只要努力工作，約3到5年就能存到自備款買房，現在卻是存幾十年都無法擁有一棟自己的房子。但有人可以坐擁53間房子，有人可以買賣房地產賺1億，只繳1%的稅；頂新魏家可以貸款99%買9戶帝寶；新光人壽可以囤地4年，大賺37億。
李幸長表示，要解決台灣高房價問題，必須實價課稅，也就是漲價的部分歸國家稅收所有，如此就不會有人炒作房地產，因為無利可圖。實價課稅並不是深奧的學問，在國父孫中山先生的民生主義中便已提倡「漲價歸公」，這是解決台灣住宅問題最根本的方法，但政府就是不做。
2014年9月30日，李幸長說，1992年間，中華民國財政部部長王建煊為了遏阻房地產炒作，致力推動實價課徵土地增值稅，結果被聯邦企業集團創辦人林榮三擁有的《自由時報》鬥爭；由此可見，林榮三是扼殺良法政策的劊子手，也斷送台灣社會尋求土地和居住正義的一線生機，是台灣土地的吸血鬼，卻還好意思喊「愛台灣」、「台灣優先」。《自由時報》回應，林榮三只針對國政方向與政策議題做指示，一向堅持媒體公器不得私用。

### 居住正義
為宣揚住宅正義的理念，2014年8月26日，李幸長於《台灣蘋果日報》發表投書〈年輕人，你為什麼不憤怒？〉，引起各界討論。對於現下年輕人為何不對高房價憤怒的原因，李幸長認為「當一個問題已經不能解決的時候，就不是問題了。」現今的房價早已高到讓薪水停留在16年前的年輕人絕望，「這不能怪年輕人，社會沒給他們希望，存錢要做什麼？」李幸長無奈地說，高房價現象讓許多年輕人成為靠爸族，沒爸可靠的年輕人則是完全看不到未來。